# Arteche
Arteche (Bayan ng Arteche) är en kommun i Filippinerna. Kommunen ligger på ön Samar, och tillhör provinsen Östra Samar. Folkmängden uppgår till 13 024 invånare.

## Barangayer
Arteche är indelat i 20 barangayer.
| - Aguinaldo - Balud (Pob.) - Bato (San Luis) - Beri - Bigo - Buenavista - Cagsalay - Campacion - Carapdapan - Casidman | - Catumsan - Central (Pob.) - Concepcion - Garden (Pob.) - Inayawan - Macarthur - Rawis (Pob.) - Tangbo - Tawagan - Tebalawon |